# Paula Wimmer
Pour les articles homonymes, voir Wimmer.
Paula Wimmer, née à Munich (Allemagne), dans le quartier de Solln le 9 janvier 1876 et morte à Dachau (Allemagne) le 15 juin 1971, est une artiste peintre et graveuse allemande du début de l'expressionnisme.